# SNCAC NC.600
Le Hanriot SNCAC NC-600 est un avion militaire de la Seconde Guerre mondiale, d'origine française, réalisé à 2 exemplaires avant l'abandon du programme, ordonné par l'état-major de l'Armée de l'air en raison de la situation désespérée de la France en mai-juin 1940.

## Description
Le Hanriot NC-600 est un monoplan à aile haute et empennage bi-dérive, construit entièrement en métal et extrêmement soigné du plan de vue aérodynamique. L'armement de bord, considérable pour l'époque de son apparition, comprenait 3 canons Hispano-Suiza HS-404 de 20 mm et 2 mitrailleuses MAC modèle 1934 de calibre 7,5 millimètres.
Le premier des 2 exemplaires, désigné H.220 par la société Hanriot, fut présenté au meeting aérien de Paris en 1936, équipé de 2 moteurs Renault 12R0-1 à 12 cylindres en V refroidis par air développant chacun 450 chevaux. Remotorisé avec 2 moteurs Gnome et Rhône 14M-01 de 680 chevaux unitaires, l'appareil fait son premier vol sur le terrain d'Avord près de Bourges le 21 septembre 1937. Le rapport du pilote d'essai révéla des problèmes de stabilité dus à l'empennage arrière que les ingénieurs de la firme s'employèrent à corriger, jusqu'à l'atterrissage forcé de l'avion le 17 février 1938 sur arrêt d'un des deux moteurs. La structure du fuselage monocoque ayant été endommagée lors de cet accident, le bureau d'études de la SNCAC (Société nationale de constructions aéronautiques du Centre), issue du regroupement de Hanriot et Farman à la suite des nationalisations de 1937, décide de profiter de cette opportunité pour procéder à une refonte complète du prototype, désigné H.220-2. Un nouveau fuselage, de nouveaux longerons et un double empennage entièrement redessiné permettent à l'appareil d'effectuer son premier vol le 17 mars 1939.
Depuis 1938, les autorités françaises anticipant un conflit majeur, le ministère de l'Air a commandé 6 avions de pré-série à la SNCAC sous la désignation NC-600, pour répondre cette fois au marché concernant un chasseur lourd bimoteur et biplace, concept aéronautique militaire le plus répandu en cette période. De nombreuses combinaisons d'armement sont testées par les ingénieurs, alternant les canons de 20 millimètres et les mitrailleuses de calibre 7,5 millimètres. La version retenue semble combiner 2 canons et 2 mitrailleuses tirant vers l'avant et un canon sur affût mobile à disposition du mitrailleur/observateur en poste arrière. Sous cette forme, l'appareil fait son premier vol le 15 mai 1940 sur le terrain d'Avord, mais la défaite de la France se profilant, aucune suite à ce programme ne sera donnée par les autorités. Les six aéronefs, à divers stades d'achèvement, seront saisis par les Allemands lors de l'occupation des usines et installations de la SNCAC à Bourges et Avord après l'armistice du 22 juin 1940.  
Cet appareil était tellement prometteur que Pierre Clostermann le mentionne en le comparant au P38 lightning, dans son livre '" feux du ciel" paru chez Flammarion en 1954 (chapître "yamamoto") 